# Динамо (стадіон, Уфа)
«Динамо» — футбольний стадіон у місті Уфа.

## Історія
Стадіон побудований на території колишнього Ушаковського парку. Відкриття відбулося 6 травня 1934 року. За радянських часів назва стадіону часто змінювалася. В основному це були абревіатури, такі як БОСФК, БСПС або ГСФК.
З 1947 року футбольний клуб ФК «Нафтовик-Уфа» використовувався стадіон як місце для проведення домашніх ігор у футболі.
У 2007 році реконструйований «Будівельним трестом № 3».
У 2009—2015 роках домашня арена футбольного клубу «Уфа».

## Характеристика

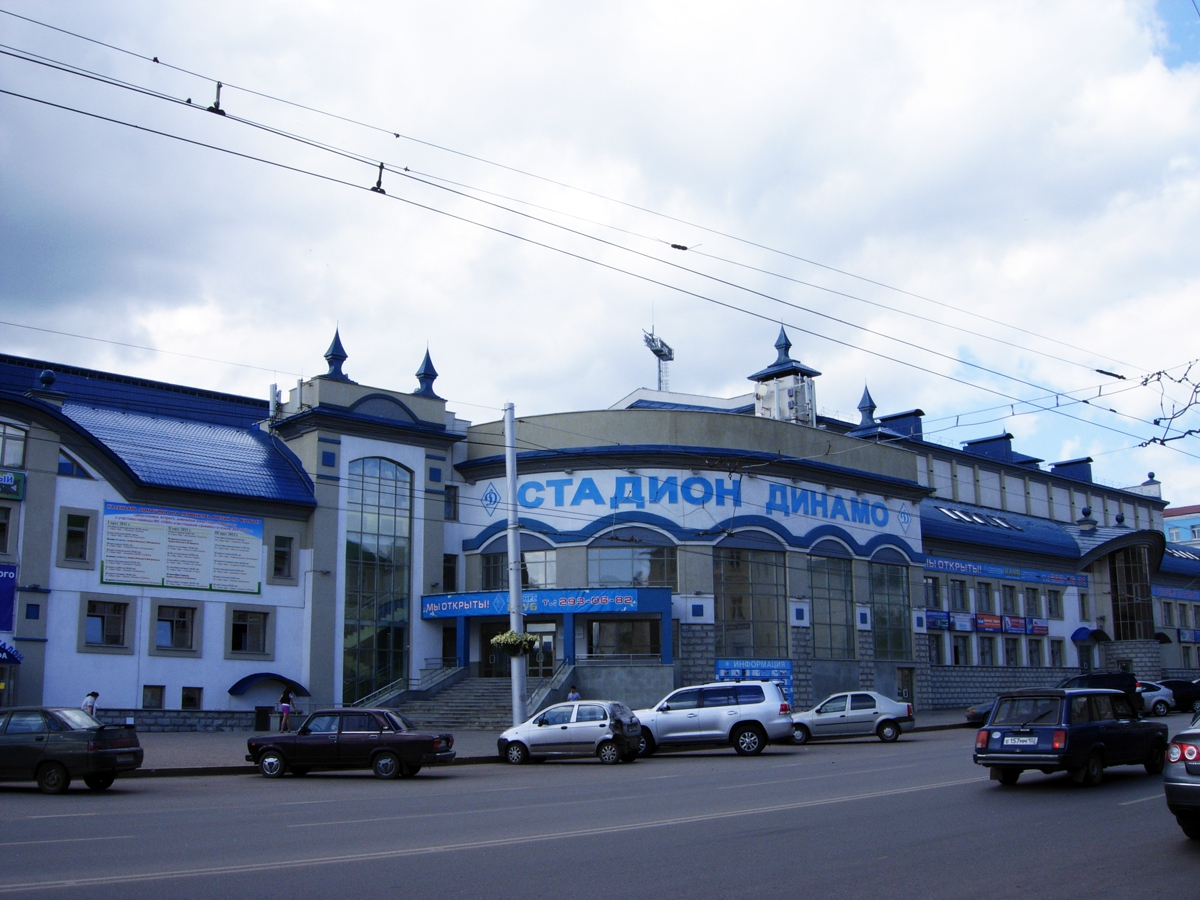
Стадіон Динамо

Місткість стадіону розрахована на 4500 глядачів. Футбольне поле (100x69 м) із штучним покриттям, без системи підігріву.
Крім футбольного поля, до інфраструктури стадіону також входять легкоатлетичні доріжки (400 м), тенісні майданчики, басейн, стрілецькі тири, готель, а також спортивний зал із трибунами на 1000 місць, де проводяться матчі Чемпіонату Росії з волейболу.